# Erin Daniels
Pour les articles homonymes, voir Daniels.
Erin Daniels est une actrice américaine née le 9 octobre 1973 à Saint-Louis dans le Missouri. 
Elle a fait ses études au Vassar College avant de se diriger à New York afin de poursuivre une carrière dans le milieu du divertissement. C'est là qu'elle a commencé à faire du théâtre, avoir des rôles dans les séries telles que New York, police judiciaire (Law and Order) et Dellaventura (en). Peu de temps après, elle a déménagé à Los Angeles et s'est assuré un rôle récurrent dans Action. Ensuite, elle est apparue dans les séries populaires comme Au-delà du réel, Philly et Jack and Jill. 
Elle parle très bien français (interviews réalisées en français intégralement). Elle est mariée  au producteur américain Chris Uettwiller depuis le 4 avril 2009 et elle est maman d'un petit garçon Ely Dashiel Uettwiller né le 1er août 2009.

## The L Word
Erin Daniels interprète le rôle de Dana Fairbanks, une joueuse de tennis professionnelle qui tente de bien séparer sa vie professionnelle de sa vie privée. Mais Dana n'assume guère son homosexualité, ce qui cause certaines tensions dans ses relations. Dana a tendance à utiliser le sarcasme comme mécanisme de défense.

## Filmographie

### Séries télévisées
- 1996 : New York, police judiciaire (Law and Order) (Saison 6, épisode 23) : Miss Stadler
- 1997 : Dellaventura (en) : Michelle Peterson
- 1998 : USMA West Point (TV) : Christine Davis
- 1999 : Action (Saison 1 épisode 9,10) : Jenny
- 1999 : Au-delà du réel (Saison 5, épisode 6) : Barbara Chafey
- 2000 : Les Disciples (TV) : Lisa Johnson
- 2001 : Philly (Saison 1 épisode 11) : Nicole Gilbert
- 2001 : Jack and Jill (Saison 2, épisode 1) : Becky Hart
- 2003 : Boomtown (Saison 1 épisodes 13,15) : Karen Crane
- 2004 - 2007 : The L Word : Dana Fairbanks (VF : Laurence Dourlens)
- 2006 : Julie Reno, Bounty Hunter : Julie Reno
- 2006 : Dexter (Saison 1, épisode 4) : Rita's Neighbor
- 2006 : Justice (Saison 1 épisodes 4,6,9) : Betsy Harrison
- 2007 : Saving Grace (Saison 1, épisode 12) : Morgan Byers
- 2007 : Jericho (Saison 1, épisode 15) : Caporal Mullins
- 2007 : Les Experts : Manhattan (Saison 4, épisode 10) : Inspecteur Brennan
- 2008 : Swingtown : Sylvia Davis
- 2011 : Rizzoli & Isles (Saison 2 épisode 13) : Kate

### Cinéma
- 1999 : Chill Factor : Médecin #2
- 2002 : Wheelmen : Gwen
- 2001 : Photo Obsession : Maya Burson
- 2003 : La Maison des 1000 morts : Denise Willis
- 2010 : A Single Man de Tom Ford
- 2010 : Starlight Inn : Katherine Sellwood
- 2011 : Baby-sitter malgré lui : Mrs. Pedulla
- 2011 : Few Options : Helen
- 2012 : Joshua Tree 1951 : Un portrait de James Dean (Joshua Tree, 1951: A Portrait of James Dean) de Matthew Mishory : la mère du colocataire
- 2013 : The Bling Ring de Sofia Coppola : Shannon